# Beauty & the Briefcase
Beauty & the Briefcase, La belleza con portafolio en Hispanoamérica y Amor en la oficina  en España, es una película para televisión de ABC Family que se transmitió originalmente el 18 de abril de 2010. Basada en la novela Diary of a Working Girl de Daniella Brodsky, la película está protagonizada por Hilary Duff como una periodista de moda que trabaja encubierto para escribir un artículo sobre citas de negocios.

## Sinopsis
Lane (Hilary Duff) es una reportera de moda que ha de escribir un artículo sobre encontrar el amor en el puesto de trabajo. Para ello, debe encontrar un componente digno, que encontrará irresistibles sus encanto durante dos meses.

## Reparto
- Hilary Duff - Lane
- Matt Dallas - Seth
- Chris Carmack - Liam
- Michael McMillian - Tom
- Lacey Minchew - Whitney